# Peggioga formosa
Peggioga formosa är en insektsart som beskrevs av George Willis Kirkaldy 1905. Peggioga formosa ingår i släktet Peggioga och familjen Tropiduchidae. Inga underarter finns listade i Catalogue of Life.